# Geprüfter Industriemeister Chemie IHK
Ein geprüfter Industriemeister Chemie IHK arbeitet im mittleren Management eines Industrie-Unternehmens mit dem Schwerpunkt Chemieerzeugnisse. Seine Aufgaben sind das Überprüfen der Produktionsabläufe. Er muss sicherstellen, dass alle benötigten Materialien/Inhaltsstoffe für einen reibungslosen Produktionsablauf zur Verfügung stehen. Außerdem ist er für die Einsatzpläne seiner Mitarbeiter und Auszubildenden zuständig.

## Voraussetzungen
Wer eine Weiterbildung zum geprüften Industriemeister Chemie IHK anstrebt, der benötigt folgende Qualifikationen:
- eine Ausbildung in einem anerkannten Chemieberuf
- oder eine Ausbildung in einem sonstigen anerkannten Ausbildungsberuf und eine mindestens einjährige Berufserfahrung
- oder eine mindestens vierjährige Berufserfahrung im Bereich Chemie[2]

Es ist dabei wichtig, dass die geforderte Berufserfahrung im Bereich Chemie absolviert wurde. Die Praxiserfahrung muss wesentliche Bezüge zu den späteren Aufgaben eines geprüften Industriemeisters Fachrichtung Chemie haben. Diese Voraussetzungen müssen gegeben sein, sobald über den Antrag auf Zulassung zur Prüfung entschieden werden soll.

### Ausbilderschein
Dieser Nachweis über berufs- und arbeitspädagogische Kenntnisse muss gemäß der Ausbilder-Eignungsverordnung vor Beginn der letzten schriftlichen Prüfungsleistung zum Industriemeister Chemie bestanden sein.

## Inhalte der Weiterbildung

### Fachrichtungsübergreifende Basisqualifikationen
- Rechtsbewusstes Handeln
- Betriebswirtschaftliches Handeln
- Anwendung von Methoden der Information, Kommunikation und Planung
- Zusammenarbeit im Betrieb

### Handlungsspezifische Qualifikationen
- Chemische Produktion
- Organisation, Führung und Kommunikation
- Spezialisierungsgebiet wahlweise 
  - Syntheseplanung,
  - Automatisierungs- und Prozessleittechnik,
  - Technologie, oder
  - Betriebscontrolling[3]

## Arbeitsmarktsituation
Industriemeister können sich daher auch an Projekten zum Thema Klimawandel oder Ressourcenknappheit beteiligen.
In diesen Sparten kann ein Industriemeister tätig werden:
- Wasch- und Putzmittel
- Energieversorgung
- Kosmetik
- Lebensmittelproduktion
- Düngemittelherstellung
- Herstellung von Kraftstoffen
- Umwelttechnik
- Pharmazie und Medikamente
- IT und Elektrotechnik

Für Industriemeister gibt es  Firmen, in denen 64 % der Arbeitnehmer in der Chemie-Industrie beschäftigt sind, beispielsweise Industriegrößen wie Merck, BASF und Bayer.

## Finanzielle Fördermöglichkeiten
Teilnehmer von Fortbildungslehrgängen können zur Förderung der Lehrgangs- und Prüfungsgebühren Leistungen über das Aufstiegsfortbildungsförderungsgesetz („Meister-BAföG“) beantragen.